# 亞庫比夫卡 (伊林齊區)
49°5′32″N 29°8′15″E / 49.09222°N 29.13750°E
亞庫比夫卡（烏克蘭語：Якубівка），是烏克蘭西南部的村莊，隸屬文尼察州的文尼察區。該村面積1.47平方公里，海拔高度213米，2001年人口422，人口密度每平方公里287.07人。